# Київ-Товарний
Київ-Товарний — вантажна залізнична станція 4 класу Київського залізничного вузла Південно-Західної залізниці.
Розташована в долині річки Либідь, в місцевості Протасів Яр, біля вулиці Івана Федорова.
Станція розміщується поруч із зупинною залізничною платформою Протасів Яр. Має виключно вантажне значення, приміські поїзди та поїзди далекого слідування на станції не зупиняються.
В межах станції частково розташовано зупинний пункт Вокзальна Центрального залізничного вокзалу - непарна колія — це станція Київ-Товарний (вихідний світлофор станції знаходиться відразу за високою платформою у напрямку станції Київ-Волинський).

## Історія
Товарна станція виникла ще в перші десятиліття існування залізниці в місті — 1886 року, однак довгий час була розташована поруч із Центральним залізничним вокзалом.
1902 року розпочалося спорудження нової товарної станції південніше вокзалу, на спеціально облаштованій території, задля відокремлення вантажного й пасажирського руху (і дотепер вантажне сполучення здійснюється не через вокзал, а обхідною гілкою, через розташовані поруч із вокзалом Північні платформи).
1907 року нову товарну станцію було відкрито.
Було споруджено 2 вантажних парки, станція мала найпрогресивніше технічне оснащення, автономну систему інженерних комунікацій. Було споруджено більше 10 основних та допоміжних споруд (будинок контори, пакгаузи, будинки для робітників та інші споруди).

## Історична та архітектурна цінність об'єктів станції
Дотепер зберігся будинок управління станцією (1907) та будівлі двох пакгаузів тих часів — довгих промислово-складських споруд для зберігання та розвантаження товарів. Також збереглася низка допоміжних споруд — 3 житлові будинки для залізничників, будинок для кондукторів, насосна станція із водоміром.

## Зображення

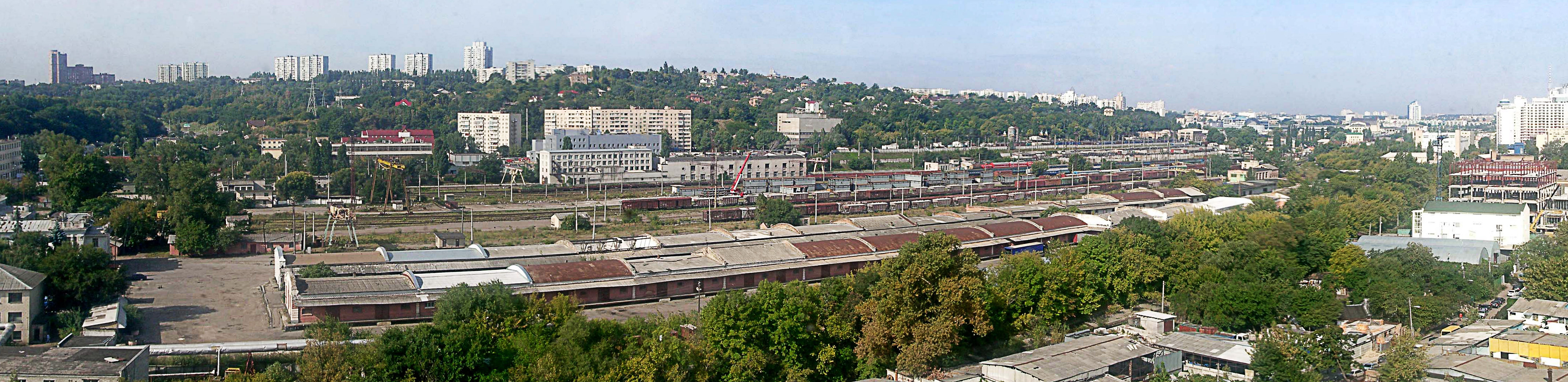
Панорама станції
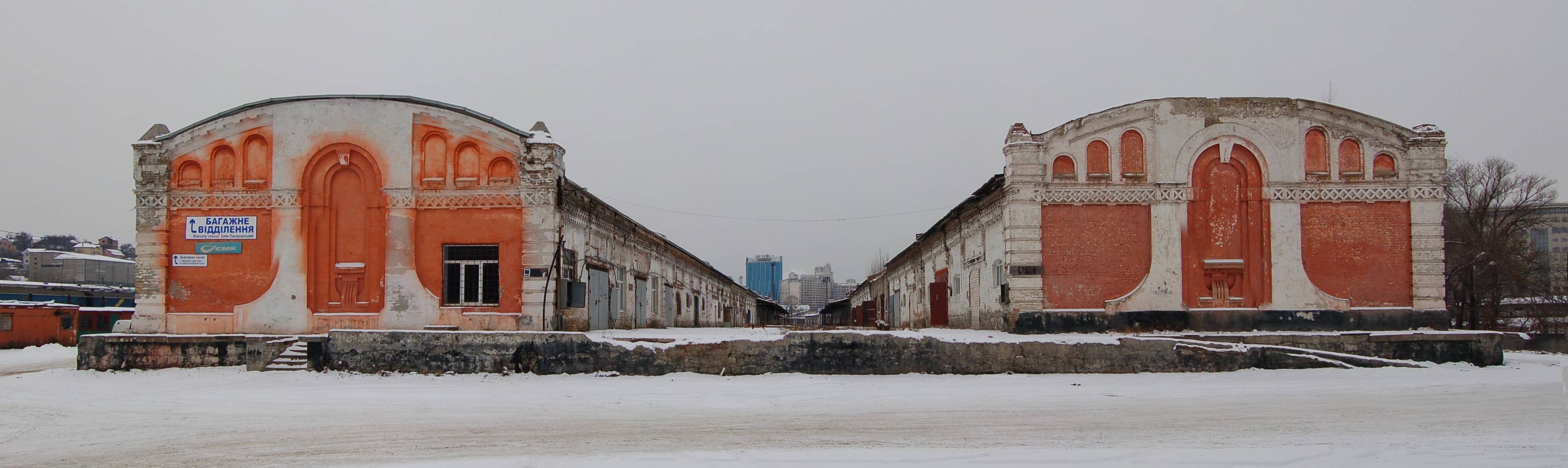
Пакгаузи станції

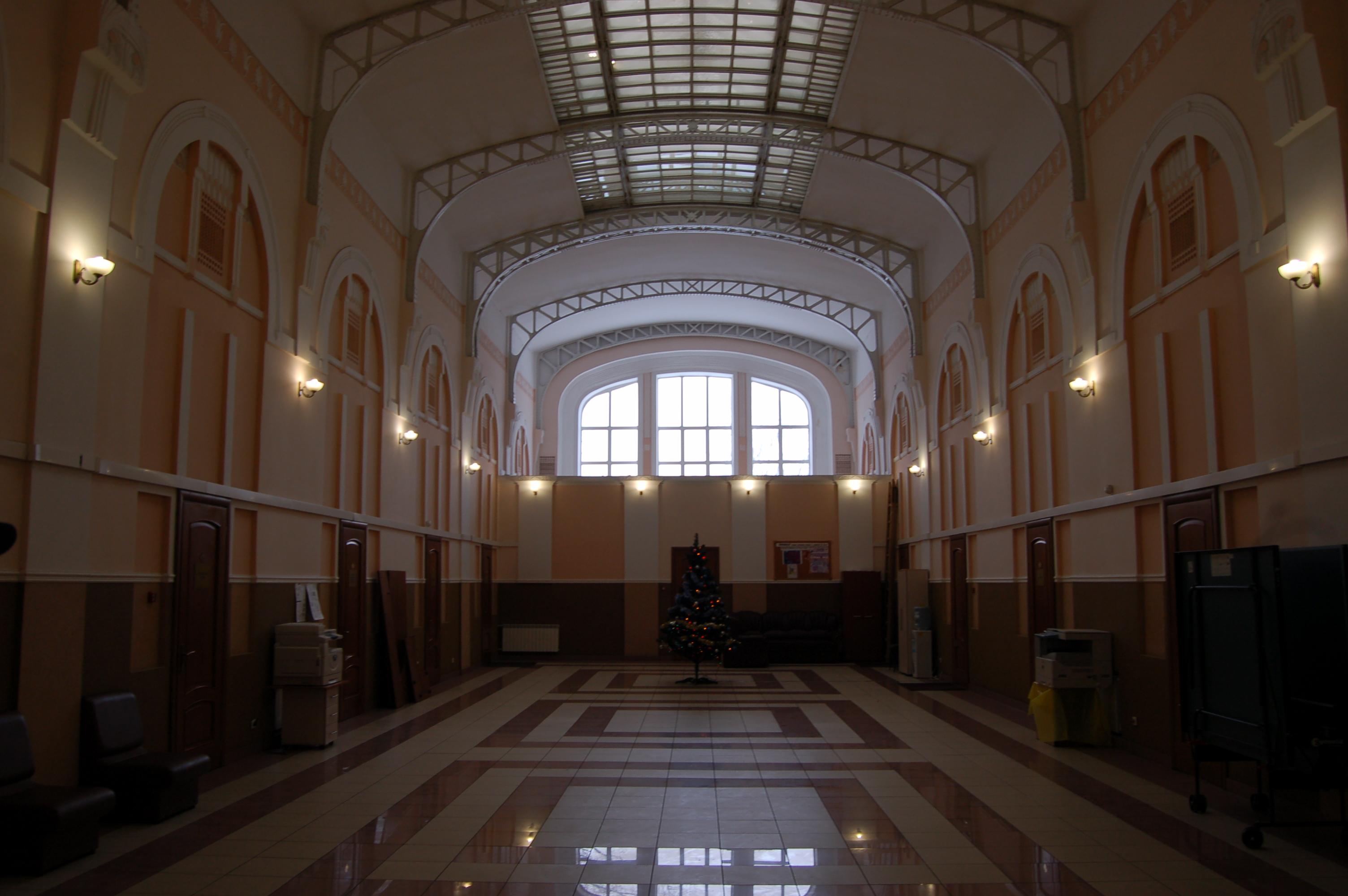
Інтер'єр товарної контори
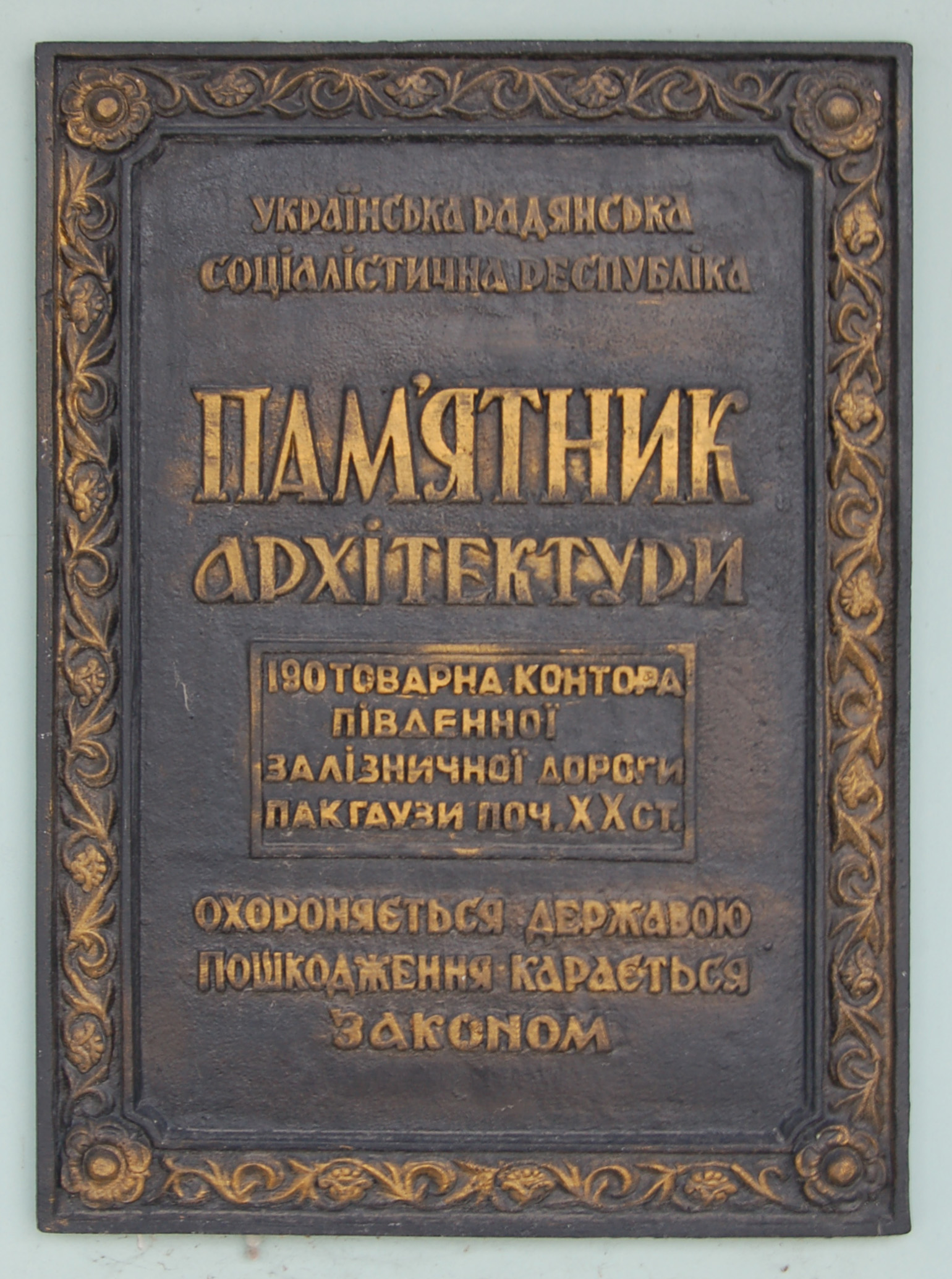
Пам'ятна табличка на фасаді товарної контори
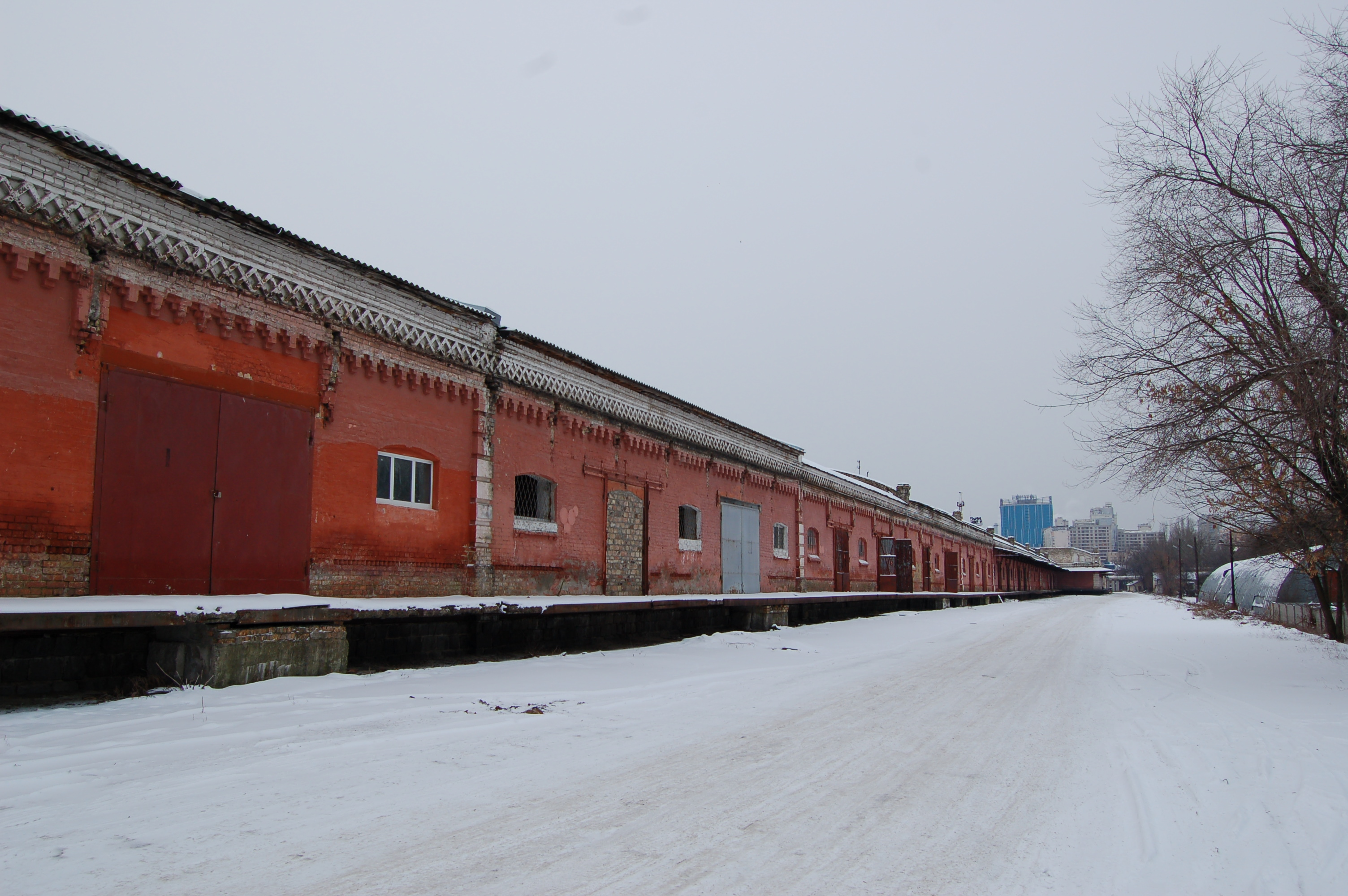
Пакгаузи станції
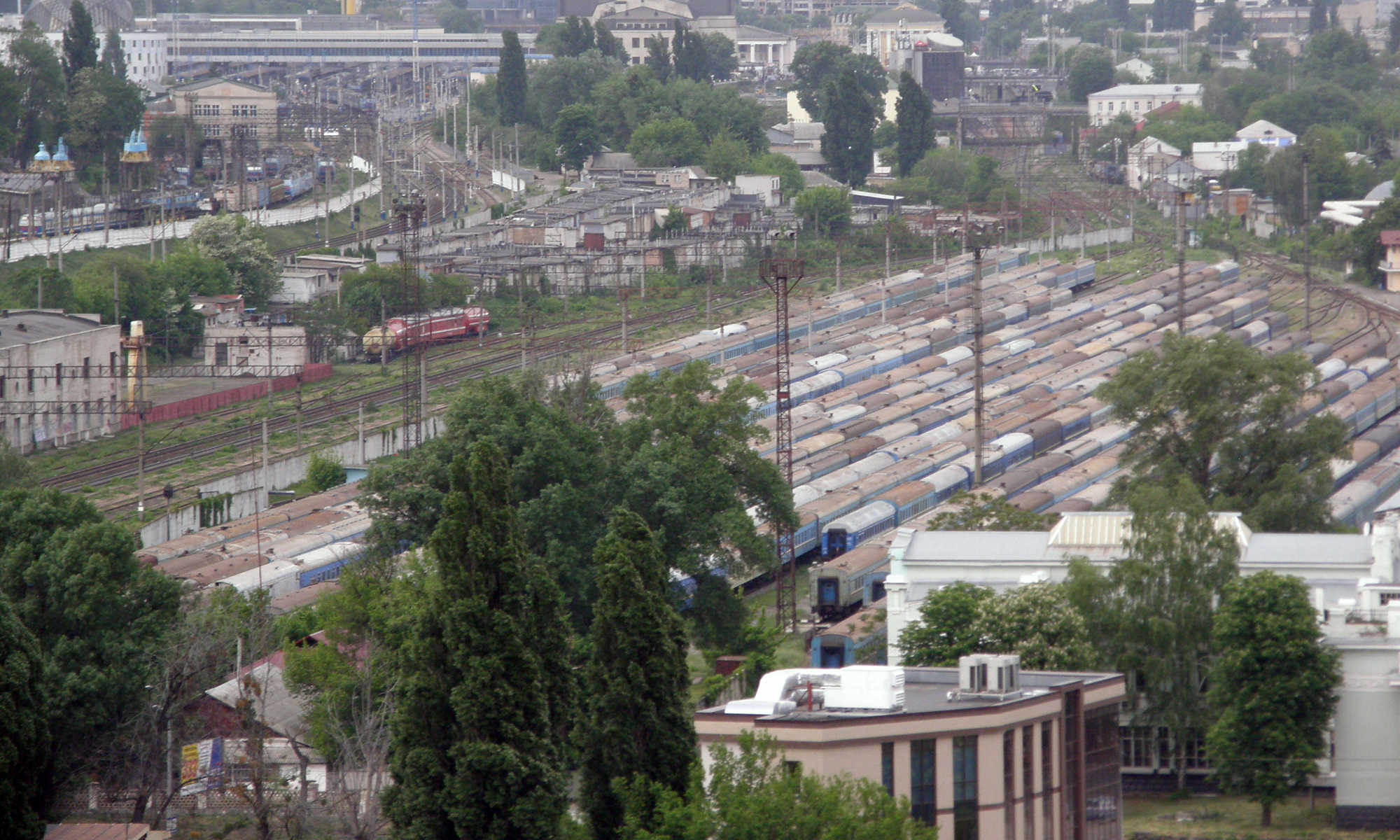
вагони на станції